# 白耳穗鹛
白耳穗鹛（学名：Stachyris leucotis），是画眉科穗鹛属的一种，分布于文莱、泰国、印度尼西亚和马来西亚。全球活动范围约为248,000平方千米。该物种的保护状况被评为近危。
白耳穗鹛的平均体重约为23.7克。栖息地包括亚热带或热带的湿润低地林和亚热带或热带严重退化的前森林。